# Damian Casimir von Dalberg

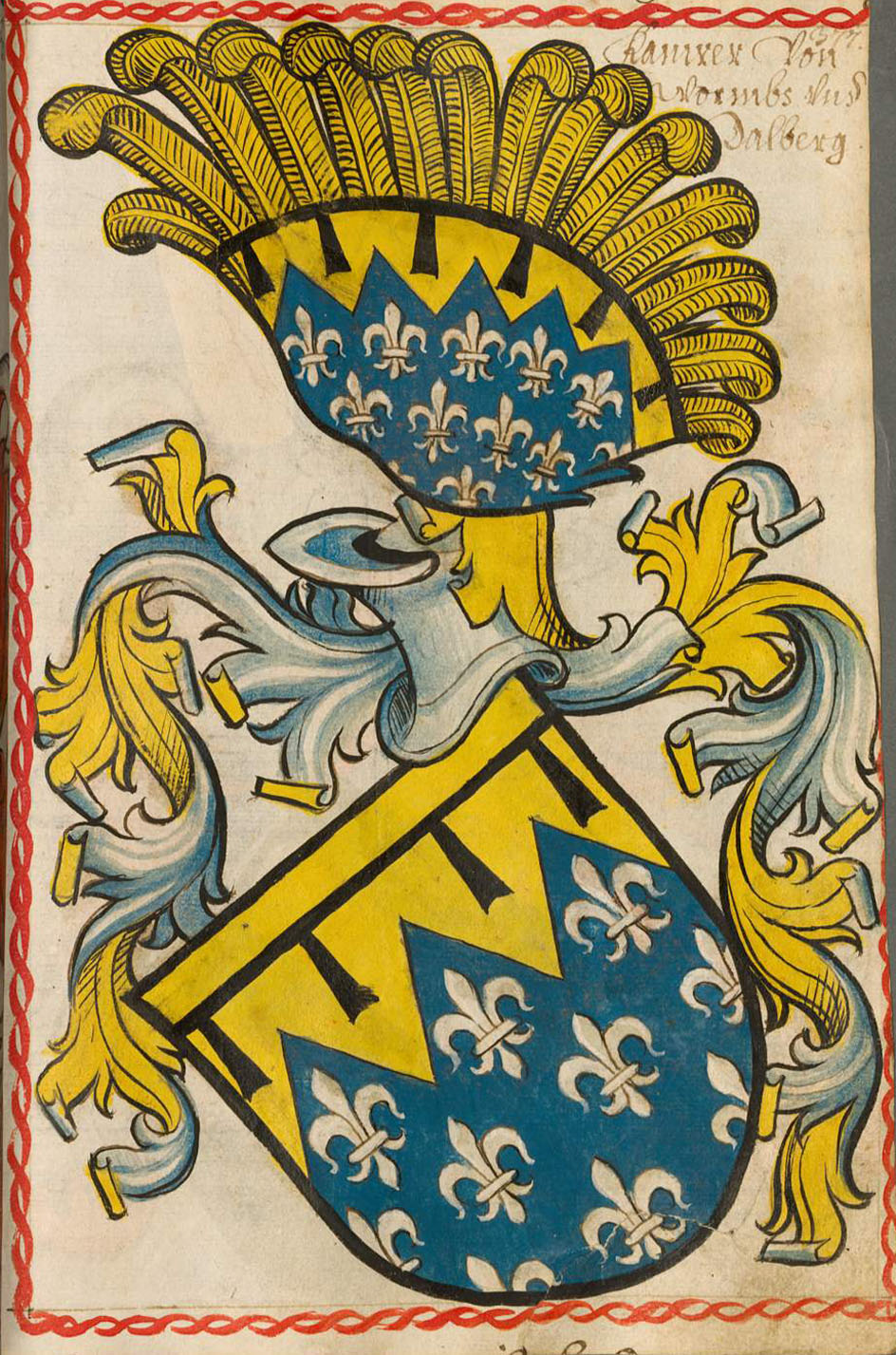
Wappen der Freiherrn von Dalberg, Kämmerer von Worms

Damian Casimir von Dalberg (* 11. November 1675 in Speyer; † 18. August 1717 bei Belgrad) war Freiherr, Generalwachtmeister der kaiserlichen Reichsarmee und Kommandeur des Hoch- und Deutschmeister Regiments.

## Leben

### Herkunft und Familie
Damian Casimir von Dalberg stammte aus der Familie der Freiherrn von Dalberg und war eines von 14 Kindern des Reichskammergerichtspräsidenten Philipp Franz Eberhard von Dalberg (* 15. März 1635; † 24. Dezember 1693) und seiner Frau Anna Katharina Franziska von Dalberg (* 4. Dezember 1644; † 30. Juli 1679 in Speyer), einer Tochter von Johann XXV. von Dalberg und Anna Antonetta von der Leyen, einer Schwester der Mainzer Erzbischöfe Karl Kaspar von der Leyen und Damian Hartard von der Leyen.
Zwei Brüder von Damian Casimir lebten als Domherren in Würzburg, ein weiterer Bruder, Adolf von Dalberg (1678–1737), war von 1726 bis 1737 Fürstabt des Klosters Fulda. Zu den Verwandtschaftsverhältnissen siehe auch: hier.

### Militärlaufbahn
Damian Casimir von Dalberg wuchs in Speyer auf, vor 1689 Sitz des Reichskammergerichts, dessen Präsident sein Vater war. Als Professritter trat er dem Deutschen Orden bei und wurde am 6. November 1703 aufgeschworen. In verschiedenen Feldzügen diente er als Offizier im Hoch- und Deutschmeister-Regiment, dessen Kommandeur er ab dem 22. Mai 1708 war.
1715 wurde Damian Casimir von Dalberg Komtur der Deutschordenskommende St. Aegidius Aachen. Am 24. Februar 1716 avancierte er zum Generalwachtmeister (Generalmajor). Er stand auch im Range eines kaiserlichen Kammerherrn.

### Tod
Unter dem Kommando des Prinzen Eugen von Savoyen nahm er am Venezianisch-Österreichischen Türkenkrieg teil. Hier focht er 1717 in der Schlacht von Belgrad. Der ganze Feldzug war auf die Eroberung dieser Stadt ausgerichtet. Mitte Juni begann die Belagerung der mit 30.000 Osmanen besetzten Festung durch die Truppen Prinz Eugens. Am 23. Juli begann die Beschießung. Anfang August traf ein 200.000 Mann starkes osmanisches Entsatzheer ein und belagerte nun seinerseits die 70.000 Soldaten starke österreichische Armee. Noch bevor die zahlenmäßig überlegene Entsatzarmee in den Kampf eingreifen konnte, ging Prinz Eugen am 16. August zum Angriff über, der nach langen und erbitterten Gefechten schließlich mit einem überwältigenden Sieg der österreichischen Truppen endete. Das Entsatzheer floh und die Stadt ergab sich am 22. August. Damian Casimir von Dalberg erlitt am ersten Angriffstag (16. August) schwere Verwundungen, an denen er am 18. August starb. Er wurde auf dem Schlachtfeld beigesetzt und ist neben den Feldmarschallleutnants Fürst Joseph Anton von Lobkowitz und Graf Johann Georg von der Hauben einer der drei ranghöchsten, auf österreichischer Seite vor Belgrad gefallenen Soldaten.